# Agriotes dusaneki
Agriotes dusaneki is een keversoort uit de familie kniptorren (Elateridae). De wetenschappelijke naam van de soort werd voor het eerst geldig gepubliceerd in 1998 door Platia & Gudenzi.